# 綾部安国寺インターチェンジ
綾部安国寺インターチェンジ（あやべあんこくじインターチェンジ）は、京都府綾部市安国寺町大迫にある、京都縦貫自動車道のインターチェンジである。

## 概要
建設時の仮称は綾部東インターチェンジ（あやべひがしインターチェンジ）であったが、足利尊氏の生誕地として知られる「安国寺」が近隣にあることから、現在の名称に決定された。
供用当時、当ICには料金所がなく、綾部JCT - 当IC間に設置された「綾部北料金所」で料金を支払っていたが、当IC - 京丹波わちIC間の開通に合わせて、料金所が設置され、綾部北料金所は廃止された。

## 歴史
- 1993年度（平成5年度） : 京都縦貫自動車道の丹波綾部道路が事業化[1][2]。
- 2003年（平成15年）3月27日 : 綾部JCT - 綾部安国寺IC間が開通し[2]、その区間に綾部北料金所を設置[3]。
- 2008年（平成20年）9月13日 : 綾部安国寺IC - 京丹波わちIC間の開通に伴い供用開始[2][3]。

綾部JCT - 綾部安国寺IC間に設置されていた、綾部北料金所を廃止し、綾部安国寺ICに料金所を新設。
- 2023年（令和5年）4月1日 : 宮津天橋立IC - 丹波IC間を京都府道路公社から西日本高速道路（NEXCO西日本）に移管[5]。全国路線網に編入[6]。

## 周辺
- 安国寺
- 綾部安国寺ロードパーク

## 接続する道路
- 国道27号

## 料金所
- ブース数 : 4

### 入口
- ブース数 : 2
  - ETC専用 : 1
  - 一般 : 1

### 出口
- ブース数 : 2
  - ETC専用 : 1
  - 一般 : 1

## 隣
E9 京都縦貫自動車道（丹波綾部道路）
(3)綾部JCT - (3-1)綾部安国寺IC - (4)京丹波わちIC